# Rada Służby Publicznej
Rada Służby Publicznej – działający przy Prezesie Rady Ministrów w latach 2007–2009 organ opiniodawczo-doradczy oceniający przebieg postępowań kwalifikacyjnych, konkursowych i egzaminacyjnych w służbie cywilnej i państwowym zasobie kadrowym.

## Zadania
Rada działała na podstawie ustawy o państwowym zasobie kadrowym i wysokich stanowiskach państwowych. Do zadań Rady Służby Publicznej należało w szczególności:
1. wyrażanie opinii w sprawach służby publicznej przedstawianych jej przez Prezesa Rady Ministrów oraz z własnej inicjatywy;
2. opiniowanie projektu ustawy budżetowej w części dotyczącej służby publicznej oraz wyraża opinię o corocznym wykonaniu budżetu w tym zakresie;
3. opiniowanie projektów aktów normatywnych dotyczących służby publicznej;
4. opiniowanie kryteriów ocen urzędników służby cywilnej i sposób przeprowadzania tych ocen;
5. opiniowanie zasad awansowania urzędników służby publicznej;
6. opiniowanie planu szkoleń w służbie publicznej;
7. wyrażanie opinii w sprawach etyki zawodowej pracowników i urzędników służby publicznej;
8. ocenianie sposobu przeprowadzania egzaminu i konkursów na wysokie stanowiska państwowe oraz postępowania kwalifikacyjnego dla pracowników służby cywilnej ubiegających się o mianowanie.

Rada liczyła 21 członków. Tryb pracy Rady określał regulamin ustalany przez Radę, a obsługę prac zapewniała Kancelaria Prezesa Rady Ministrów.

## Skład

### Ostatni
- Przewodniczący Rady: Tadeusz Woźniak
- Wiceprzewodniczący Rady: Lech Kołakowski

Członkowie:
- poseł Witold Gintowt-Dziewałtowski
- poseł Artur Górski
- poseł Stanisław Huskowski
- poseł Wiesław Woda
- poseł Anna Zielińska-Głębocka
- poseł Wojciech Sławomir Żukowski
- senator Zbigniew Meres
- Maksymilian Cherka
- Adam Cichocki
- Józefa Hrynkiewicz
- Barbara Jaworska-Dębska
- Antoni Kamiński
- Zdzisław Krasnodębski
- Izabela Malinowska
- Andrzej Mierzwa
- Andrzej Piekara
- Teresa Rabska
- Krzysztof Wąsowski
- Jan Wojtyła

Sekretarz Rady: Rafał Tomasik

### Poprzedni członkowie
- Beata Sawicka (od 10 lipca do 11 października 2007)
- Witold Bałażak (od 10 lipca do 4 listopada 2007)
- Andrzej Dera (od 10 lipca do 4 listopada 2007)
- Adam Ołdakowski (od 10 lipca do 4 listopada 2007)
- Marek Rocki (od 30 listopada 2007 do lipca 2008)